# 濮尚暄
濮尙暄（?—?），贵州清鎮人，晚清官员，同進士出身。
咸豐二年（1852年）清文宗登極壬子恩科進士，三甲九十六名，官廣西羅城縣知縣。